# Rosa Arauzo
Rosa Arauzo Quintero (Madrid, 18 de febrero de 1945) es una activista feminista y de los derechos de los colectivos LGTBI y política española. En 2015 fue candidata al Senado por Madrid como número 2 en la lista de Podemos.

## Biografía
Rosa Arauzo comenzó en los años 70 trabajando en la estructura de la animación sociocultural para el desarrollo de las mujeres en los centros de cultura popular y promoción de la mujer que llevaba en ese momento el catolicismo.
Cursó tres años de trabajo social (denominado entonces animación sociocultural), pero no finalizó sus estudios porque se casó. Entró en contacto con el feminismo por primera vez en las jornadas de 1979 en Granada, donde se definió como “una paracaidista que había aterrizado en Granada”. Para ella fue un choque emocional y vital que cambió su vida totalmente. Rosa Arauzo vivió la discriminación desde que decidió dejar a su exmarido, hace 30 años: "Si eras lesbiana te quitaban la custodia de tus hijos".
Desde entonces está implicada en el trabajo personal de lograr la autonomía e independencia de las mujeres y en el trabajo con otras compañeras para conseguir que las mujeres tengan el lugar que les corresponde como ciudadanas y como sujetas de la historia.
Participa en el círculo de espiritualidad del partido político Podemos con el que se presentó como número 2 en las listas al Senado en Madrid en las elecciones de diciembre de 2015.
Voluntaria y miembro de la Fundación 26 de Diciembre, un colectivo que vela por las personas mayores lesbianas, gays, transexuales y bisexuales.

## Premios y reconocimientos
- Premio Trece Rosas del Centro de Estudios de la Mujer de Fuenlabrada (CEMF), Madrid en 2013.[10]